# زیردریایی امرود (اس۶۰۴)
زیردریایی اِمِرود (اس۶۰۴) (به فرانسوی: Émeraude (S604)) یک زیردریایی بود که طول آن ۷۳٫۶ متر (۲۴۱ فوت) بود. این زیردریایی در سال ۱۹۸۶ ساخته شد.